# Ernest Ansermet
Ernest Alexandre Ansermet  (Vevey, Vaud kanton, 1883. november 11. – Genf, 1969. február 20.) svájci karmester, matematikus, zenetudós. A Lausanne-i egyetem matematika tanára, majd az egyetemi katedrát otthagyja, Gyagilev Orosz Balettjének zenei vezetője lett, a Suisse Romande Zenekar alapítója, számos kortárs zeneszerző – Igor Stravinsky, Arthur Honegger, Frank Martin, Benjamin Britten – művének ősbemutatója nevéhez fűződik.

## Élete

### Tanulmányai
Ansermet a svájci Vevey-ben született, Lausanne-ban matematika tanulmányai befejeztével 1903 és 1906 között a Lausanne-i egyetem matematika tanáraként kezdi pályáját, emellett zeneszerzést tanul André Gedalge-nál Párizsban és Genfben Ernest Blochnál. Érdeklődése a vezénylés felé fordul, karmesterként tanára Felix Mottl  Münchenben ezután Nikisch Artúr és Wilhelm Furtwängler Berlinben.

### Orosz Balett
Zenei pályája kezdetén rövid ideig a Gazette de Lausanne zenekritikusa volt, majd 1912-től Montreux-ben karmester, itt ismerte meg az akkor a Montreux melletti Clarens-ben élő Igor Stravinskyt.
1915-ben az Orosz Balettnek, Gyagilev társulatának karmestere, majd az Orosz Balett karmestereként vett részt amerikai turnéjukon 1916-ban. Ettől kezdve számos ősbemutatót vezényelt velük, 1917-ben Pablo Picasso, Jean Cocteau és Ansermet együttműködésében mutatták be Erik Satie balettjét, a Parade-t, majd az elkövetkezendő években Stravinsky műveinek ősbemutatóit vezényelte, 1918-ban a Katona történetét, 1920-ban  A csalogány dalát és a Pulcinellát, 1922-ben a Bajka-t és 1923-ban a Svadebka-t. Stravinsky művei mellett színpadra vitte Manuel de Falla balettjét, A háromszögletű kalapot 1919-ben és Szergej Prokofjev balettjét, A bohócot (Chout) 1923-ban.
A komolyzene világában szinte az első, aki a jazz jelentőségét felismerte, melyet 1919-ben a La Revue Romande oldalain Sidney Bechet amerikai szaxofonosról írt kritikájában fogalmaz meg.

### Suisse Romande Zenekar
Az Orosz Balett-tel való együttműködés mellett 1918-ban megalakította szimfonikus zenekarát, a genfi Suisse Romande Zenekart (Orchestre de la Suisse Romande (OSR)), a nevéhez fűződő svájci zenekar vezetője egészen 1967-ig.
A zenekar színvonalát Ansermet-nek köszönhetően a kortárs művek akkurátus előadása jellemezte, egyik első lemezfelvételükön Stravinsky Capriccio-ját vették fel Stravinsky közreműködésével. Ugyanakkor Stravinsky műveinek előadása során Ansermet nem követte Stravinsky gyakorlatát, aki többször is átírta műveit, Ansermet mindig az eredeti verziót adta elő. Bár neve jelentősen a kortárs művek bemutatásához kötődik, mégis kerülte Arnold Schoenberg műveinek előadását, valamint Stravinsky-t is bírálta, amikor a dodekafon technikát kezdte alkalmazni műveiben. Az 1961-ben megjelent könyvében, Les fondements de la musique dans la conscience humaine, részben filozófiai megközelítésben ír a zene alapjairól, részben saját matematikai ismeretein keresztül, melyben bírálja Schoenberget.
Zenekarával Európa-szerte és 1965-ben Amerikában turnézik, valamint 1951-ben vezényli a Bostoni Szimfonikus Zenekart, a New York-i Filharmonikusokat 1958-ban.

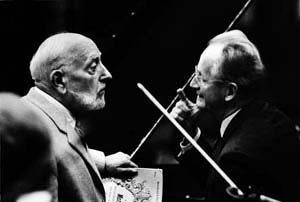
Ernest Ansermet balra és Wilhelm Kempff 1965-ben

Korának két neves svájci zeneszerzője, Arthur Honegger és Frank Martin műveinek ősbemutatója is nevéhez fűződik. Ansermet által bemutatott műveik közül: Honegger  Horace victorieux (1921), Chant de joie (1923), Rugby (1928) és Pacific 231 (1923) – melyet Honegger neki is dedikált –, valamint Frank Martin Symphonie (1938), In terra pax (1945), Der Sturm (1956), Le mystère de la Nativité (1959), Monsieur de Pourceaugnac (1963) és Les Quatre Éléments, amit a szerző szintén neki ajánlott.
Benjamin Britten  műveinek ősbemutatóit is vezényelte, a Lucretia meggyalázását 1946-ban és a Cantata misericordium-ot 1963-ban.
Ernest Ansermet 85 éves korában Genfben hallt meg 1969. február 20-án.

## Lemezei

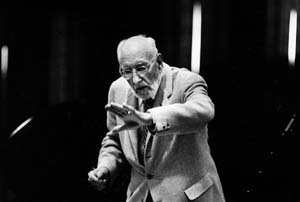
Ernest Ansermet 1965-ben

Lemezfelvételei között is a kortárs szerzők felvételei jelentősek. A Suisse Romande Zenekarral készült egyik első lemezfelvételükön Stravinsky Capriccio-ját vették fel Stravinsky közreműködésével.
A II. világháború után a Decca Records és Ansermet között kötött exkluzív szerződés során Ansermet repertoárjának darabjait többször is felvette. 1954-ben a Decca Ansermet-vel adta ki az első európai sztereó LP lemezt, a felvételen Csajkovszkij teljes Diótörő belettje hallható. A korai sztereó felvételein Debussy Nocturnes-t  és az Egy faun délutánját vették fel, valamint az egyik kezdeti sztereó lemezfelvételén Stravinsky Tavaszi áldozat-ot rögzítették lemezre, melyet a Decca az 1957-es sztereó demonstrációján – A Journey into Stereo Sound – mutatott be.
Ansermet, aki lelkesen magyarázta saját zenei elgondolásait, elemzésekkel teli zenekari próbái szokatlanok voltak az angol zenekarok számára, akik inkább Thomas Beecham joviális vagy Adrian Boult visszafogott stílusához szoktak. Londonban a Philharmonia Zenekarral készített utolsó lemezfelvételén Stravinsky A tűzmadár balettzenéjének rögzítésekor a próbákat is felvették, melyet tiszteletére egy újabb lemezen kiadtak a Decca égisze alatt. Utolsó felvételeinek egyikét egy emlékére összeállított albumban adták ki, melyen a Suisse Romande Zenekarral Albéric Magnard  3. szimfóniáját és Lalo d-moll zenekari scerco-ját játsszák.

## Kompozíciói
Ansermet néhány zongoradarabot, zenekari művet komponált, egyik szimfonikus műve a Feuilles de Printemps, valamint Debussy Six épigraphes antiques című darabját zenekarra hangszerelte 1939-ben.

## Könyvei
- Ansermet, Ernest. 1961. Les fondements de la musique dans la conscience humaine.  Neuchâtel: La Baconnière.  J.-Claude Piguet, Rose-Marie Faller-Fauconnet, et al. Neuchâtel: La Baconnière, 1987. ISBN 2-8252-0211-8
- Ansermet, Ernest. 1973. "L'apport de Paul Hindemith à la musique du XXe siècle." In Hommage à Paul Hindemith: 1895–1963 : l'homme et l'œuvre. Yverdon: Éditions de la Revue musicale de suisse romande.
- Ansermet, Ernest. 1983. Ecrits sur la musique. Edited by Jean-Claude Piguet,  Neuchâtel: La Baconnière. ISBN 2-8252-0207-X

## Jelentős bemutatók

### Koncertek
- Stravinsky: Capriccio zongorára és zenekarra, 1929. december 6.
- Stravinsky: Mise 1948. október 27.
- Frank Martin: Mystère de la Nativité Genf, 1959. december 23.[17]

### Színpadi művek
- Stravinsky: A katona története (Histoire du soldat),  Orosz Balett, Lausanne, 1918. szeptember 28.
- Manuel de Falla: A háromszögletű kalap, Orosz Balett, Párizs, 1919, a balett koreográfusa Léonide Massine volt a díszleteket és a kosztümöt Pablo Picasso tervezte
- Stravinsky: Pulcinella Orosz Balett, Párizs, 1920. május 15.
- Sergei Prokofiev: A bohóc (Chout), Orosz Balett, Párizs, 1921.
- Stravinsky: Róka (Renard), Orosz Balett, Párizs, 1922. május 18.
- Stravinsky: Les noces, Orosz Balett, Párizs, 1923. június 13.
- Benjamin Britten: Lucretia meggyalázása (The Rape of Lucretia), Glyndebourne, 1946. július 12.

## Magyar vonatkozások
Az 1910-es években Genfben Stravinsky-val közösen fedezték fel egy genfi bárban cimbalmozó Rácz Aladárt.
Ansermet Budapesten is vezényelt, először 1938-ban, Bartók új művét, a Szonáta két zongorára és ütőhangszerekre-t adták elő Bartók és Pásztory Ditta közreműködésével, erről az MTI akkor így írt: "Ernest Ansermet, a világhirü svájci karnagy, aki hétfőn vezényli a Filharmóniai Társaság Zenekarát az Operaházban, fogadta a magyar sajtó képviselőit. Ansermet elmondotta, hogy már régen célul tűzte ki a modern zeneszerzők műveinek bemutatását. Az ő karmesteri pálcája alatt szólalt, meg Debussy, Ravel, Stravinsky, Hindemith és Bartók művei első ízben. Hétfői hangversenyén, amikor a Magyar Filharmóniai Társaság zenekarát vezényli, először kerül bemutatásra Bartók Béla új műve: Szonáta két zongorára és ütőhangszerekre. A zongoraszólamokat Bartók Béla és neje/Pásztory Ditta játssza. A hangverseny műsorán szerepel még Ravel Daphnis es Cloe című műve, valamint Haydn C-moll szimfóniája."
1940-ben is fellépett, az 1940. december 13-án adott koncerttel kapcsolatban az MTI a következőket közölte: "Stravinsky Petruskáját már régebben nem hallhatta a hangverseny látogató közönség. A Filharmónia Társaság december 13-iki műsorába iktatta a világhírű táncjáték muzsikáját, amelynek egyik legpompásabb értelmezője Ernest Ansermet a nagynevű svájci karnagy, a Filharmónia eheti vendége. Ansermet Stravinsky vezényléséről nagy értékű méltatások jelentek meg külföldön. Nálunk ezúttal a Petruskával tesz tanúságot csillogó készségéről, amellyel a Stravinsky muzsikát egészen ritkán hallható átütő hatáshoz juttatja. ...Előadásra kerül Bartók ritkán hallható Két portréja, Lalo Spanyol szimfóniája Szentgyörgyi László közreműködésével és két bemutató: Vincze Ottó: Capriccioja és Dukas: La perije.”
Majd még 1961-ben is koncertet adott Budapesten.

## Média
- Ansermet-ről 1963-ban készített portréfilm, életrajzírója, Jean-Claude Piguet együttműködésével

## Fordítás
- Ez a szócikk részben vagy egészben  az    Ernest Ansermet  című angol Wikipédia-szócikk ezen változatának fordításán alapul.  Az eredeti cikk szerkesztőit annak laptörténete sorolja fel. Ez a jelzés csupán a megfogalmazás eredetét és a szerzői jogokat jelzi, nem szolgál a cikkben szereplő információk forrásmegjelöléseként.